# 恰尔拉凯雷
恰尔拉凯雷（Challakere），是印度卡纳塔克邦Chitradurga县的一个城镇。总人口49065（2001年）。

## 人口
该地2001年总人口49065人，其中男性25163人，女性23902人；0—6岁人口5822人，其中男2954人，女2868人；识字率68.73%，其中男性为75.06%，女性为62.07%。